# Хлебниці
Хлебниці (словац. Chlebnice) — село в окрузі Дольни Кубін Жилінського краю Словаччини. Площа села 25,27 км². Станом на 31 грудня 2015 року в селі проживав 1621 житель.
Розташована римокатолицька церква.

## Географія
Протікають Хлебницький потік; Малатінський потік; Разтоки; Сакалов; Великий Клин і Деловий потік.

## Історія
Перші згадки про село датуються 1556 та 1564 роками.

## Населення
| Рік:            | 1994. | 2004.   | 2014.   | 2024.   |
| --------------- | ----- | ------- | ------- | ------- |
| Кількість осіб: | 1479  | 1598    | 1612    | 1619    |
| Різниця:        |       | +8,04 % | +0,87 % | +0,43 % |

| Рік:            | 2023. | 2024.   |
| --------------- | ----- | ------- |
| Кількість осіб: | 1622  | 1619    |
| Різниця:        |       | -0,18 % |